# Argumento nada-a-esconder
O Argumento Nada a esconder afirma que os indivíduos não têm motivos para temer ou se opor a programas de vigilância, a menos que tenham medo de descobrir suas próprias atividades ilícitas. Um indivíduo usando esse argumento pode alegar que uma pessoa comum não deve se preocupar com a vigilância do governo, pois não teria "nada a esconder".

## História
Um exemplo inicial desse argumento foi referenciado por James em seu romance de 1888, The Reverberator

Se essas pessoas tivessem feito coisas ruins, deveriam ter vergonha de si mesmas e ele não poderia ter pena delas; e se elas não as tivessem feito, não havia necessidade de fazer tanto alarde sobre outras pessoas saberem.